# Фусінь-Монгольський автономний повіт
42°03′17″ пн. ш. 121°44′19″ сх. д. / 42.0547° пн. ш. 121.73868° сх. д.
Фусінь-Монгольський автономний повіт (кит. 阜新蒙古族自治县, пін. Fùxīn Mĕnggŭzú Zìzhìxiàn) — один із повітів КНР у складі префектури Фусінь, провінція Ляонін. Адміністративний центр — містечко Ченцюй.

## Географія
Фусінь-Монгольський автономний повіт у середньому лежить на висоті близько 146 метрів над рівнем моря на північ від гір Їулюйшань на річці Сіхе (басейн Далінхе). Східним кордоном повіту слугує річка Жаоян.

### Клімат
Повіт знаходиться у зоні, котра характеризується вологим континентальним кліматом зі спекотним літом. Найтепліший місяць — липень із середньою температурою 24,7 °C. Найхолодніший місяць — січень, із середньою температурою -10.8 °С.
| Клімат повіту Фусінь-Монгол                        | Клімат повіту Фусінь-Монгол | Клімат повіту Фусінь-Монгол | Клімат повіту Фусінь-Монгол | Клімат повіту Фусінь-Монгол | Клімат повіту Фусінь-Монгол | Клімат повіту Фусінь-Монгол | Клімат повіту Фусінь-Монгол | Клімат повіту Фусінь-Монгол | Клімат повіту Фусінь-Монгол | Клімат повіту Фусінь-Монгол | Клімат повіту Фусінь-Монгол | Клімат повіту Фусінь-Монгол | Клімат повіту Фусінь-Монгол |
| Показник                                           | Січ.                        | Лют.                        | Бер.                        | Квіт.                       | Трав.                       | Черв.                       | Лип.                        | Серп.                       | Вер.                        | Жовт.                       | Лист.                       | Груд.                       | Рік                         |
| Середній максимум, °C                              | −3,7                        | 0,9                         | 8,2                         | 17,4                        | 24,5                        | 28,2                        | 29,8                        | 29                          | 24,8                        | 16,6                        | 5,8                         | −2                          | 15                          |
| Середня температура, °C                            | −10,8                       | −6,3                        | 1,4                         | 10,5                        | 17,9                        | 22,4                        | 24,7                        | 23,3                        | 17,6                        | 9,3                         | −0,8                        | −8,6                        | 8,4                         |
| Середній мінімум, °C                               | −16,6                       | −12,5                       | −6,1                        | 3,5                         | 11,2                        | 16,7                        | 20                          | 18,2                        | 10,8                        | 2,7                         | −6,3                        | −14                         | 2,4                         |
| Норма опадів, мм                                   | 2.1                         | 2.2                         | 7.2                         | 21.4                        | 47                          | 85.5                        | 120                         | 119.2                       | 35.3                        | 27                          | 11.7                        | 2.8                         | 481.4                       |
| Вологість повітря, %                               | 51                          | 45                          | 42                          | 42                          | 48                          | 63                          | 75                          | 76                          | 67                          | 59                          | 55                          | 54                          | 56                          |
| -------------------------------------------------- | --------------------------- | --------------------------- | --------------------------- | --------------------------- | --------------------------- | --------------------------- | --------------------------- | --------------------------- | --------------------------- | --------------------------- | --------------------------- | --------------------------- | --------------------------- |
| Джерело: Дані метеостанції №54237 (КНР, 1991-2020) |                             |                             |                             |                             |                             |                             |                             |                             |                             |                             |                             |                             |                             |